# Флаг Хмельницкого
Флаг Хмельни́цкого (укр. Прапор Хмельницького) — официальный символ города Хмельницкий Хмельницкой области Украины. Утверждён на сессии Хмельницкого городского совета 22 созыва 29 октября 1997 года. Автор флага — художник В. М. Ильинский (председатель областного отделения Украинского геральдического общества).

## Описание
Флаг представляет собой квадратное полотнище, на синем фоне, что символизирует поле, изображённое жёлтое солнце (древний символ Подолья) с синим кругом внутри. В кругу расположены три перекрещённые жёлтые стрелы, такие же, как и на гербе Хмельницкого. Вертикальная стрела имеет острие направлено вниз, тогда как две наклонённые на 45 градусов к вертикали имеют острие вверх. Голубое поле окружено со всех сторон жёлтой рамкой с шириной в 3 % от ширины всей хоругви).